# Photograph: The Very Best of Ringo
Pour les articles homonymes, voir Photograph.
Albums de Ringo Starr
Ringo Starr and Friends
(2005) Ringo Starr: Live at Soundstage
(2008)
Photograph est une compilation de titres de la carrière solo de Ringo Starr, ex-batteur des Beatles. Sortie le 28 août 2007, elle survole en une vingtaine de pistes toute sa carrière hormis le dernier album, Liverpool 8.
Pour la première fois dans sa carrière solo, ses ventes au Royaume-Uni surpassent de loin celles des États-Unis.

## Liste des pistes et année de parution
1. Photograph (1973) – 3:58
2. It Don't Come Easy (1971) – 3:01
3. You're Sixteen (You're Beautiful and You're Mine) (1973) – 2:49
4. Back Off Boogaloo (1972) – 3:19
5. I'm the Greatest (1973) – 3:26
6. Oh My My (1973) – 4:15
7. Only You (And You Alone) (1974) – 3:24
8. Beaucoups of Blues (1970) – 2:33
9. Early 1970 (1971) – 2:18
10. Snookeroo (1974) – 3:24
11. No-No Song (1974) – 2:31
12. (It's All Down to) Goodnight Vienna (1974) [version single, première édition sur un CD] – 3:02
13. Hey! Baby (1976) – 3:10
14. A Dose of Rock 'n' Roll (1976) – 3:54
15. Weight of the World (1992) – 3:24
16. King of Broken Hearts (1998) – 4:43
17. Never Without You (2003) – 5:23
18. Act Naturally (avec Buck Owens) (1989) [première édition sur album] – 3:00
19. Wrack My Brain (1981) – 2:21
20. Fading in and Fading Out (2005) – 3:58

## DVD Édition Collector
- Sentimental Journey
- It Don't Come Easy
- Back Off Boogaloo
- You're Sixteen (You're Beautiful And You're Mine)
- Only You (And You Alone)
- Act Naturally (Duet With Buck Owens)
- (It's All Down to) Goodnight Vienna

## Personnel
Photograph : Richard Starkey, George Harrison
- Ringo Starr : Batterie, chant
- George Harrison : Guitare acoustique 12 cordes, chœurs
- Vini Poncia : Guitare acoustique 6 cordes
- Jimmy Calvert : Guitare acoustique 6 cordes
- Klaus Voormann : Basse
- Nicky Hopkins : Piano
- Jim Keltner : Batterie
- Lon Van Eaton : Percussions
- Derrek Van Eaton : Percussions
- Bobby Keyes : Solo Sax Tenor
- Jack Nitzche : Arrangements des Chœurs et des cordes

It don't come easy : Richard Starkey
- Ringo Starr : Batterie, chant
- George Harrison : Guitare électrique, guitare solo
- Stephen Stills : Guitare électrique
- Klaus Voormann : Basse
- Gary Wright : Piano
- Ron Cattermole : Saxophones, trompettes
- Pete Ham, Tom Evans : Chœurs

You're sixteen (You're beautiful and you're mine) : Bob Sherman, Richard Sherman
- Ringo Starr : Batterie, chant
- Vini Poncia : Guitares
- Jimmy Calvert : Guitares
- Klaus Voormann : Basse
- Nicky Hopkins : Piano
- Jim Keltner : Batterie
- Paul McCartney : Kazoo
- Harry Nilsson : Chœurs

Back off Boogaloo : Richard Starkey
- Ringo Starr : Batterie, chant
- George Harrison : Guitare slide
- Klaus Voormann : Basse, saxophone
- Gary Wright : Claviers
- Madeleine Bell, Lesley Duncan : Chœurs

I'm the greatest : John Lennon
- Ringo Starr : Batterie, chant
- George Harrison : Guitares
- Klaus Voormann : Basse
- John Lennon : Piano, chœurs
- Billy Preston : Orgue Hammond

Oh My My : Vini Poncia, Richard Starkey
- Ringo Starr : Batterie, chant
- Jimmy Calvert : Guitare
- Klaus Voormann : Basse
- Billy Preston : Piano, orgue
- Jim Keltner : Batterie
- Tom Scott : Solo saxophone et arrangements des cuivres
- Jim Horn : Cornet et arrangements
- Vinnie Poncia, Martha Reeves, Merry Clayton et amis : Chœurs

Only You (And You Alone) : Buck Rand, Ande Rand
- Ringo Starr : Batterie, chant
- John Lennon : Guitare acoustique
- Jesse Ed Davis : Guitare électrique
- Steve Cropper : Guitare électrique
- Klaus Voormann : Basse
- Billy Preston : Piano électrique
- Jim Keltner : Batterie
- Harry Nillson : Chœurs

Beaucoups Of Blues : Buck Ram
- Ringo Starr : Chant, guitare acoustique, batterie
- Charlie Daniels : Guitares
- Chuck Howard : Guitares
- Ben Keith : Guitare pedal steel
- Roy Huskey : contrebasse
- Jim Buchanan : Violon
- Charlie McCoy : Harmonica
- D.J. Fontana : Batterie
- The Jordanaires : Chœurs

Early 1970 : Richard Starkey
- Ringo Starr : Batterie, guitare acoustique, piano, chant
- George Harrison : Guitares acoustique et électrique, guitare slide, piano
- Klaus Voormann : Basse, guitare acoustique, dobro

Snookeroo : Elton John, Bernie Taupin
- Ringo Starr : Batterie, chant
- Elton John : Piano
- Robbie Robertson : Guitare
- Klaus Voormann : Basse
- James Newton Howard : Synthétiseurs
- Jim Keltner : Batterie
- Trevor Lawrence : Cornet
- Steve Madalo : Cornet
- Bobby Keyes : Saxophone
- Chuck Finley : Saxophone
- Clydie King, Linda Lawrence, Joe Greene : Chœurs

The No-No Song : Hoyt Axton, David P Jackson Jr
- Ringo Starr : Batterie, percussions, chant
- Jesse Ed Davis : Guitare électrique
- Klaus Voormann : Basse
- Nicky Hopkins : Piano électrique
- Trevor Lawrence : Saxophone
- Bobby Keyes : Saxophone
- Harry Nilsson : Chœurs

(It's All Down To) Goodnight Vienna : John Lennon
- Ringo Starr : Batterie, chant
- Lon Van Eaton : Guitares, saxophone
- Jesse Ed Davis : Guitares
- Billy Preston : Clavinet
- Klaus Voormann : Basse
- John Lennon : Piano
- Jim Keltner : Batterie
- Carl Fortuna : Accordéon
- Trevor Lawrence : Saxophone
- Bobby Keyes : Saxophone
- Steve Madalo : Cornet
- Clydie King, The Blackberrys, The Masst Alberts : Chœurs

Hey Baby : Margaret Cobb, Bruce Channel
- Ringo Starr : Batterie, chant
- Lon Van Eaton : Guitares
- Cooker Lo Presti : Basse
- John Jarvis : Claviers
- Jim Keltner : Batterie
- Alan Young : Trompette
- Randy Brecker : Trompette
- Michael Brecker : Saxophone Ténor
- George Young : Saxophone Ténor
- Louis Delgatto : Saxophone baryton
- The Mad Mauries : Chœurs

A Dose Of Rock n' Roll : Carl Grossman
- Ringo Starr : Batterie, chant
- Peter Frampton : Guitare
- Danny Kortchmar : Guitare
- Jesse Ed Davis : Guitare
- Klaus Voormann : Basse
- Mac Rebenack : Claviers
- Jim Keltner : Batterie
- Alan Rubin : Trompette
- Randy Brecker : Trompette
- Michael Brecker : Saxophone Ténor
- George Young : Saxophone Ténor
- Louis Delgatto : Saxophone Baryton
- Melissa Manchester, Duitsch Helmer, Joe Bean, Vinnie Poncia : Chœurs

Weight Of The World : Brian O'Doherty, Fred Veles
- Ringo Starr : Batterie, percussions, chant
- Mark Goldenberg : Guitares
- James Hutchinson : Basse
- Benmont Tench : Claviers
- Andy Sturmer, Roger Manning : Chœurs

King Of Broken Hearts : Steve Dudas, Dean Michael Grakal, Mark Hudson, Richard Starkey
- Ringo Starr : Batterie, percussions, chant
- Steve Dudas : Guitares acoustique et électrique
- Mark Hudson : Guitare acoustique, basse, Mellotron, claviers, percussions, chœurs
- George Harrison : Solo guitare slide
- Jim Cox : Piano électrique Wurlitzer
- Graham Preskett : Arrangements des cordes

Never Without You (Pour George Harrison) : Richard Starkey, Mark Hudson, Gary Nicholson
- Ringo Starr : Batterie, claviers, chant
- Steve Dudas : Guitare électrique
- Eric Clapton : Solo guitare
- Gary Burr : Guitare acoustique, chœurs
- Gary Nicholson : Guitare acoustique 12 cordes
- Mark Hudson : Basse, claviers
- Jim Cox : Orgue Hammond B3

Act Naturally (Duo avec Buck Owens) : Johnny Russel, Voni Morrison
- Ringo Starr : Chant
- Buck Owens : Chant
- Terry Christofferson : Guitare
- Bill Lloyd : Guitare
- Reggie Young : Guitare
- Jim Shaw : Piano
- Doyle Curtingser : Basse
- Jim McCarty : Batterie

Wrack My Brain : George Harrison
- Ringo Starr : Batterie, chant
- George Harrison : Guitare solo, guitare acoustique, chœurs
- Al Kooper : Piano, guitare électrique
- Ray Cooper : Piano, percussions, vocoder, chœurs
- Herbie Flowers : Basse, tuba

Fading In And Fading Out : Richard Starkey, Mark Hudson, Gary Burr
- Ringo Starr : Batterie, percussions, chant
- Robert Randolph : Guitare solo
- Mark Hudson : Guitare acoustique, guitare électrique, basse, chœurs
- Gary Burr : Guitare acoustique, guitare électrique, chœurs
- Mark Miranda : Guitare électrique
- Dan Higgins : Saxophone
- Gary Grant : Saxophone
- Jim Cox : Arrangements des vents